# Kimberly Williams (koszykarka)
Kimberly Williams (ur. 14 października 1974) – amerykańska koszykarka występująca na pozycjach rozgrywającej.
Zdobyła trzy mistrzostwa stanu Illinois z reprezentacją liceum Marshall Metropolitan.

## Osiągnięcia
Na podstawie, o ile nie zaznaczono inaczej.
College
- Mistrzyni:
  - NJCAA Division I (1995)
  - sezonu regularnego konferencji USA NCAA (1996)
- Wicemistrzyni NJCAA Division I (1994)
- Uczestniczka:
  - II rundy turnieju NCAA (1996)
  - turnieju NCAA (1996, 1997)
- MVP:
  - turnieju NJCAA (1995)
  - regionu II turnieju NJCAA (1994, 1995)
- Zawodniczka Roku Konferencji USA (1997)
- Zaliczona do:
  - I składu:
    - NJCAA All-America (1994, 1995)
    - konferencji USA (1997)

  - II składu konferencji USA (1996)
  - III składu All-American (1997 przez Associated Press)
  - Galerii Sław Sportu:
    - University of Arkansas-Fort Smith (2011)
    - Lions Athletic Hall of Fame (2010)
- Liderka NCAA w średniej punktów (1997)

Drużynowe
- Mistrzyni Ukrainy (2010, 2012, 2013)[2][3][4]
- Brąz mistrzostw Ukrainy (2011)

Indywidualne
- MVP ligi ukraińskiej (2011)[5]
- Defensywna Zawodniczka Roku ligi greckiej (2008)[6]
- Uczestniczka meczu gwiazd NWBL (2005)[7]
- Zaliczona przez eurobasket.com do:
  - I składu:
    - najlepszych zawodniczek:
      - defensywnych ligi greckiej (2008)[6]
      - zagranicznych ligi:
        - ukraińskiej (2010, 2011)[2][5]
        - greckiej (2008)[6]

  - II składu ligi ukraińskiej (2011, 2012, 2013, 2014)[5][3][4][8]
- Liderka w przechwytach:
  - PLKK (2007)[9]
  - ligi ukraińskiej (2010, 2012, 2013)[2][3][4]
  - ligi greckiej (2008)[6]